# Miguel Ángel Quintanilla
Miguel Ángel Quintanilla Fisac (Segovia, 1945) es un profesor universitario y político español.
Catedrático de Lógica y Filosofía de la Ciencia en la Universidad de Salamanca, fue senador por Salamanca en las Cortes Españolas entre 1982 y 1989 en la candidatura de Partido Socialista Obrero Español. El 1986 fue designado presidente de la nueva Comisión Mixta Congreso-Senado de Investigación Científica y Desarrollo Tecnológico (I+D), que fue la encargada de llevar a cabo el control del Plan Nacional de Investigación Científica y Desarrollo Tecnológico que desarrolló el gobierno de Felipe González y el seguimiento del Programa europeo F.A.S.T. (acrónimo en inglés de “Predicción y Evaluación en Ciencia y Tecnología”),  dirigido por Riccardo Petrella, encaminado a encontrar el camino de un desarrollo equilibrado para toda Europa.
Fue secretario general del Consejo de Universidades (1991-1995) con el gobierno de Felipe González. También fue secretario de estado de Universidades e Investigación (2006-2008) en el Ministerio de Educación y Ciencia que dirigía Mercedes Cabrera, en el gobierno de José Luis Rodríguez Zapatero. Desde la Secretaría de Estado, Miguel Ángel Quintanilla fue una pieza clave en el diseño de la ley Orgánica de Modificación de la ley Orgánica de Universidades y, por tanto, de incorporación de España al Espacio Europeo de Educación Superior.

## Obras
Autor de varios libros y numerosos artículos sobre temas de lógica, filosofía de la ciencia, epistemología, historia de la filosofía, filosofía moral y política y filosofía de la tecnología, así como sobre política científica, tecnológica y universitaria.
- Tecnología: un enfoque filosófico (1988). (Premio Fundesco de Ensayo).
- La utopía racional (1989, en colaboración con Ramón Vargas-Machuca (Premio Espasa de Ensayo).
- Diccionario de Filosofía Contemporánea (1976).
- A favor de la razón (1981).
- Breve diccionario filosófico (1991).
- Ciencia, tecnología y sociedad (en colaboración con J. M. Sánchez Ron, 1997).
- Cultura tecnológica: estudios de ciencia, tecnología y sociedad (en colaboración con Eduardo Aibar, 2002).
- Tecnologías entrañables (en colaboración con Martín Parselis, Diego Lawler y Darío Sandrone, 2017).
- «Engaging Technologies: Criteria for an Alternative Model of Technological Development» en Spanish Philosophy of Technology.
- Contemporary Work from the Spanish Speaking Community 2018
- Filosofía ciudadana (2020).

## Distinciones
En 2011 fue reconocido como doctor honoris causa por la Universidad de Valparaíso, Chile.